# Rhachotropis americana
Rhachotropis americana är en kräftdjursart som beskrevs av Edward Lloyd Bousfield och Hendrycks 1995. Rhachotropis americana ingår i släktet Rhachotropis och familjen Eusiridae. Inga underarter finns listade i Catalogue of Life.